# Resolutie 1733 Veiligheidsraad Verenigde Naties
Resolutie 1733 van de Veiligheidsraad van de Verenigde Naties werd unaniem door de VN-Veiligheidsraad aangenomen op 22 december 2006. In deze resolutie werd lof betuigd aan uittredend VN-secretaris-generaal Kofi Annan.

## Achtergrond
Kofi Annan werkte eerst decennialang in dienst van de Verenigde Naties. In 1996 werd hij verkozen om Boutros Boutros-Ghali op te volgen als secretaris-generaal en in 2001 werd hij in die functie herkozen voor een tweede ambtstermijn. Er wordt hem toegeschreven de organisatie nieuw leven te hebben ingeblazen. In 2001 kreeg hij ook de Nobelprijs voor de Vrede voor zijn werk. 
Na 2006 werd Kofi Annan opgevolgd door de Zuid-Koreaan Ban Ki-moon.

## Inhoud
De Veiligheidsraad:
- Erkent de centrale rol die secretaris-generaal Kofi Annan speelde bij het leiden van de organisatie.
- Erkent voorts Annans inspanningen om disputen en conflicten in de hele wereld op te lossen.
- Looft de hervormingen die hij begon en zijn vele voorstellen om de rol en werking van de VN te versterken.

1. Erkent de bijdrage van Kofi Annan aan de internationale vrede, veiligheid en ontwikkeling, zijn inspanningen om economische, sociale en culturele problemen op te lossen, aan humanitaire noden te voldoen en de mensenrechten te promoten.
2. Waardeert Annans toewijding aan de doelstellingen en principes in het handvest en aan de ontwikkeling van goede relaties tussen landen.

## Verwante resoluties
- Resolutie 1358 Veiligheidsraad Verenigde Naties (2001)
- Resolutie 1715 Veiligheidsraad Verenigde Naties
- Resolutie 1987 Veiligheidsraad Verenigde Naties (2011)

Lijst ·  1652 ·  1653 ·  1654 ·  1655 ·  1656 ·  1657 ·  1658 ·  1659 ·  1660 ·  1661 ·  1662 ·  1663 ·  1664 ·  1665 ·  1666 ·  1667 ·  1668 ·  1669 ·  1670 ·  1671 ·  1672 ·  1673 ·  1674 ·  1675 ·  1676 ·  1677 ·  1678 ·  1679 ·  1680 ·  1681 ·  1682 ·  1683 ·  1684 ·  1685 ·  1686 ·  1687 ·  1688 ·  1689 ·  1690 ·  1691 ·  1692 ·  1693 ·  1694 ·  1695 ·  1696 ·  1697 ·  1698 ·  1699 ·  1700 ·  1701 ·  1702 ·  1703 ·  1704 ·  1705 ·  1706 ·  1707 ·  1708 ·  1709 ·  1710 ·  1711 ·  1712 ·  1713 ·  1714 ·  1715 ·  1716 ·  1717 ·  1718 ·  1719 ·  1720 ·  1721 ·  1722 ·  1723 ·  1724 ·  1725 ·  1726 ·  1727 ·  1728 ·  1729 ·  1730 ·  1731 ·  1732 ·  1733 ·  1734 ·  1735 ·  1736 ·  1737 ·  1738